# Bertone-BMW 2800 Spicup

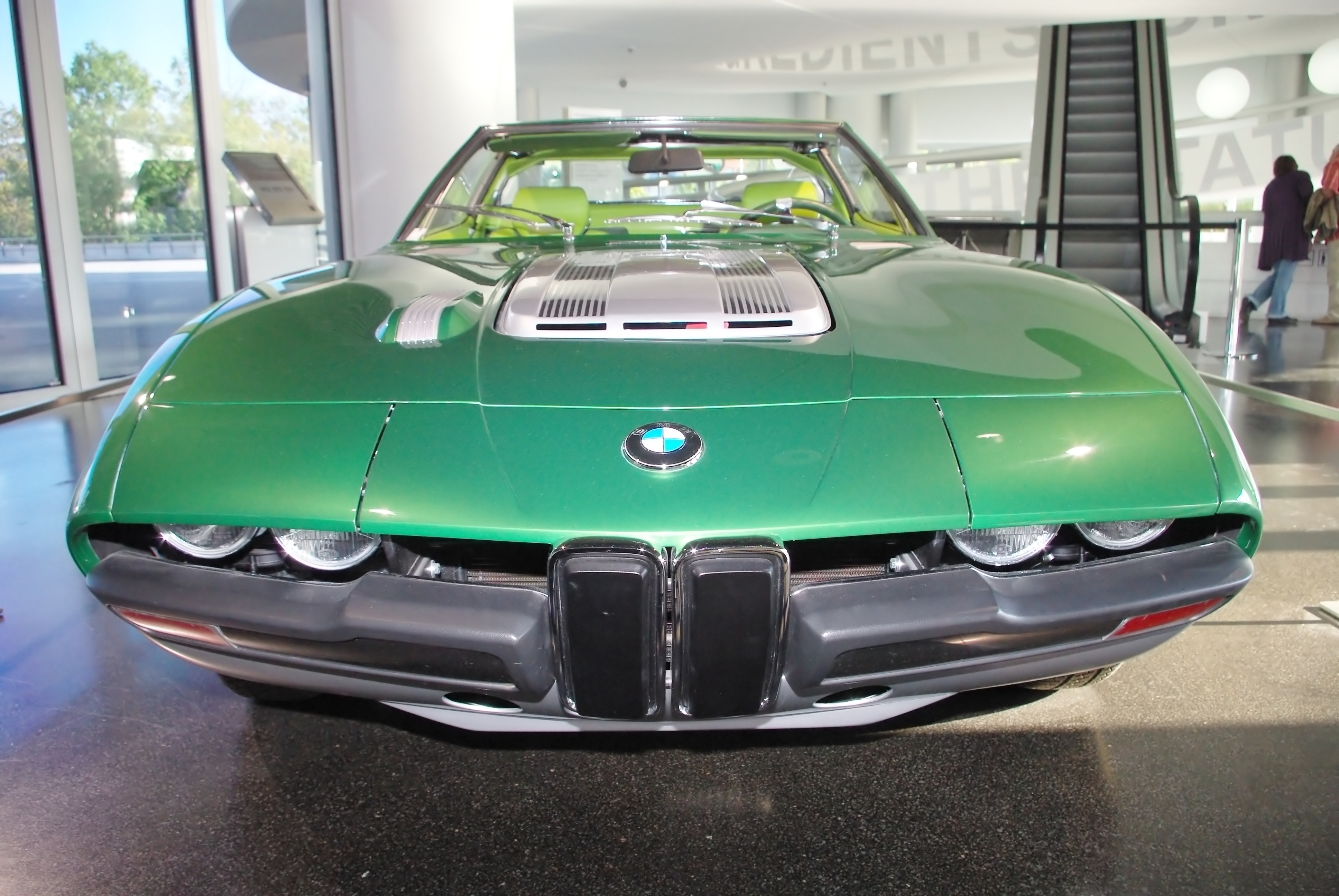
An den Alfa Romeo Montreal angelehnt: Frontpartie des Spicup

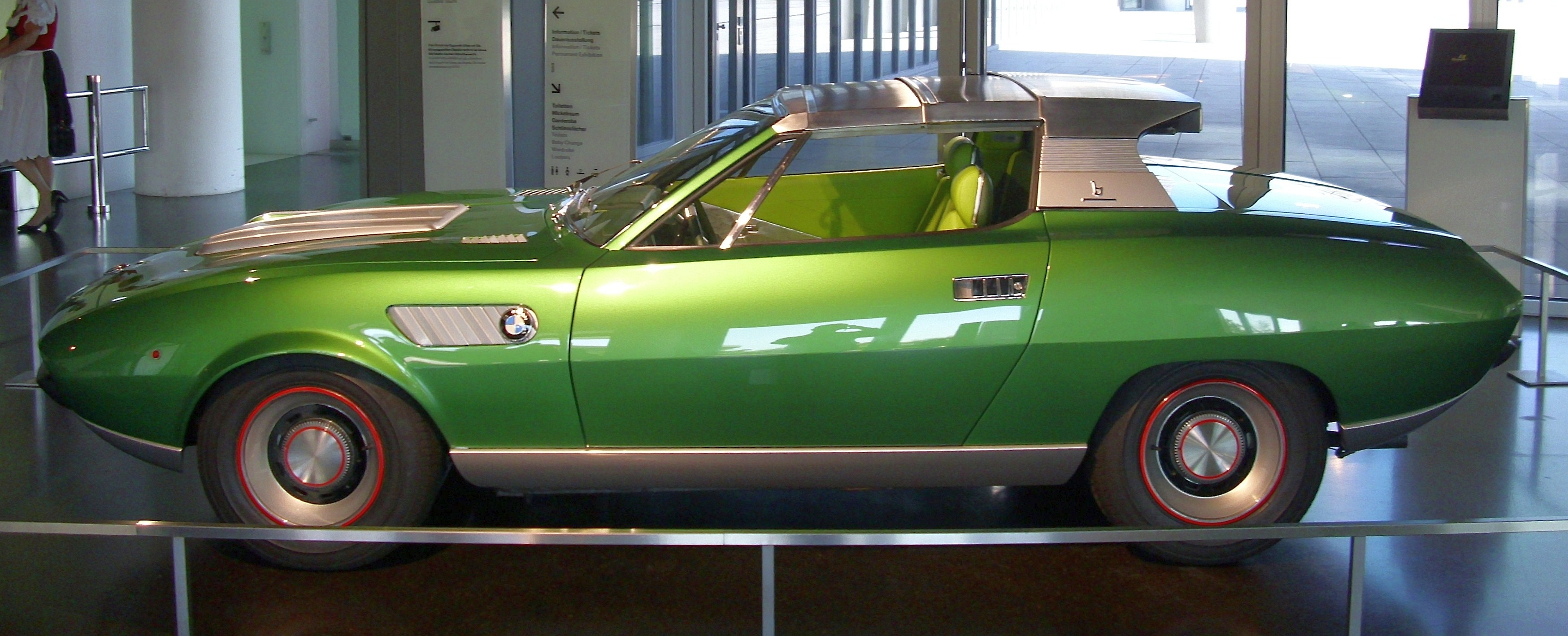
Seitenansicht

Der Bertone-BMW 2800 Spicup (auch: Bertone Spicup) ist ein Konzeptauto, das das italienische Designstudio Bertone 1969 auf der technischen Basis einer BMW-Limousine entwickelte und baute. Besonderes Merkmal des Spicup (Spider/Coupé) ist ein mehrgliedriges Hardtop, das elektrisch zu öffnen ist. Bertone fertigte lediglich ein einzelnes, fahrbereites Ausstellungsstück. Das Fahrzeug existiert noch und wird heute gelegentlich auf Klassikerausstellungen gezeigt.

## Hintergrund
In den 1960er-Jahren begann die Carrozzeria Bertone, neben klassischem Karosseriedesign und der Fertigung kompletter Automobilkarosserien auch technische Detaillösungen für Automobile anzubieten. Hierzu gehörte unter anderem ein elektrisch betätigtes Hardtop für Coupés, das Bertone 1968 entwickelt hatte. Diese als „Lamellendach“ beschriebene Konstruktion war ursprünglich für den Nachfolger des Fiat 850 Spider entstanden, der nach einigen Entwicklungssprüngen letztlich 1972 als Fiat X1/9 auf den Markt kam. Bereits in der frühen Entwicklungsphase zeichnete sich allerdings ab, dass das „Lamellendach“ durch seine aufwendige Mechanik sehr kostenintensiv war, sodass eine Verwendung in dem kleinen Fiat-Sportwagen, der als preiswertes Massenfahrzeug angeboten werden sollte, nicht in Frage kam. Dementsprechend wurde das Showcar Autobianchi Runabout, der konzeptionelle Vorläufer des X1/9, bei seiner Messevorstellung entgegen ursprünglichen Planungen nicht damit ausgestattet. Bertone versuchte stattdessen, seine Dachkonstruktion in einem höheren Marktsegment zu etablieren. Das Unternehmen entschied sich im Herbst 1968 für ein mit dem „Lamellendach“ ausgestattetes Konzeptauto auf der Basis eines BMW. Diese Wahl beruhte auf dem Umstand, dass Bertone seit den frühen 1960er-Jahren geschäftliche Beziehungen zu BMW unterhielt und, beginnend mit dem Oberklassecoupé 3200 CS, mehrere BMW-Karosserien gestaltet bzw. bei der Gestaltung beratend mitgewirkt hatte. Hieraus entstand in den ersten Monaten des Jahres 1969 der Spicup, den Bertone zugleich als Vorschlag für einen Nachfolger des zehn Jahre zuvor eingestellten BMW 507 verstand. Entgegen den Erwartungen Bertones konnte aber weder BMW noch ein anderer Hersteller für die Übernahme des „Lamellendachs“ gewonnen werden; auch eine von Bertone erhoffte Fertigung des Spicup in kleiner Serie kam nicht zustande.

## Technik und Design

### Lamellendach
Das „Lamellendach“, das außergewöhnlichste Designelement des Spicup, beruhte auf einer Idee des Bertone-Mechanikers Enzo Cingolani. Es war konzeptionell eine Weiterentwicklung des Targadachs und stellte den Versuch dar, zum Zweck der Raumersparnis einen aus Sicherheitsgründen vorhandenen Überrollbügel für die Unterbringung des Hardtops zu nutzen. Beim herkömmlichen Targadach war das zwischen der Windschutzscheibe und dem Überrollbügel befindliche Mittelteil üblicherweise manuell zu entfernen; anschließend musste es separat im Kofferraum oder im Innenraum des Fahrzeugs verstaut werden. Im Gegensatz dazu verschwand das elektrisch betriebene „Lamellendach“ des Spicup platzsparend und gleichsam automatisch im Überrollbügel. Das Dach des Spicup bestand über der Fahrgastzelle aus zwei unterschiedlich großen Edelstahlpaneelen, die quer zur Fahrtrichtung angeordnet waren. Das vordere, an die Windschutzscheibe anschließende kleinere Paneel konnte mithilfe eines Elektromotors in das hintere, größere Paneel gezogen werden. Danach verschwanden beide Paneele – das vordere in dem hinteren – im Überrollbügel und gaben so den Raum über der Fahrgastzelle frei. Im Ergebnis war das Auto demnach wahlweise mit festem Metalldach als Coupé und, geöffnet, als Cabriolet oder Spider zu nutzen. Auf diese Zwitterstellung weist auch die Modellbezeichnung Spicup hin, die eine Zusammensetzung aus Spider und C(o)upé ist.
Zu den Nachteilen des Konzepts gehört neben der aufwendigen, kostenintensiven Mechanik vor allem die Notwendigkeit eines breiten Überrollbügels, dessen Dimensionen so ausgelegt sein müssen, dass sie die Paneele mehr oder weniger vollständig aufnehmen können. Im Falle des Bertone Spicup kam eine eingeschränkte Wettertauglichkeit hinzu. Entgegen den Darstellungen in der Werbebroschüre von 1969 war es Bertone nicht gelungen, die einzelnen Paneele vollständig abzudichten, sodass bei Regenfahrten regelmäßig größere Wassermengen in den Innenraum des Fahrzeugs gelangten.
Der französische Karosseriehersteller Heuliez entwickelte die Idee in den folgenden Jahren weiter. Mit ähnlichem Konzept entstand 1971 eine Espace genannte Targaversion des Citroën SM, bei der die Paneele parallel zur Fahrtrichtung angeordnet waren und in einem Mittelsteg zwischen Windschutzscheibe und Überrollbügel verschwanden. Heuliez produzierte zwei Exemplare des Espace, von denen eines verkauft wurde.

### Design
Der Bertone-BMW 2800 Spicup ist als zweitüriges, zweisitziges Stufenheckcoupé mit entfernbarem Dachmittelteil gestaltet. Das Design der Spicup-Karosserie ist eine Arbeit von Marcello Gandini, dem damaligen Chefdesigner Bertones. Im Bereich des Vorderwagens orientierte sich Gandini an dem (ebenfalls von ihm entworfenen) Alfa Romeo Montreal. Wie dieser, hat auch der Spicup halb verdeckte Frontscheinwerfer, die in der zeitgenössischen Presse vielfach mit dem Begriff „Schlafzimmerblick“ umschrieben wurden, und eine nach vorn abfallende Frontpartie. In die vorderen Kotflügel sind funktionslose Lüftungsgitter eingelassen, die an ein Gestaltungsmerkmal des gut zehn Jahre älteren BMW 507 erinnern. Die vorderen Stoßstangen sind von einer stilisierten BMW-Niere durchbrochen, deren Hälften allerdings nicht als Kühlluftöffnungen dienen, sondern mit dunklen Kunststoffabdeckungen verschlossen sind. Der breite, trapezförmige Überrollbügel ist farblich abgesetzt. Im oberen Teil ist er breiter als an der Basis. Diese Gestaltung war notwendig, um Platz für die Dachpaneele zu schaffen. Die senkrecht stehende Heckscheibe ist elektrisch absenkbar. Der Innenraum wurde von Eugenio Pagliano gestaltet. Zahlreiche Anbauteile stammten aus der BMW-Serienproduktion.

### Technik
Als technische Basis des Spicup diente ein Fahrzeug der Baureihe BMW E3. Konkret handelte es sich um ein Vorserienexemplar des BMW 2500 ohne Fahrgestellnummer, das 1967 und 1968 im Werk als Versuchsfahrzeug eingesetzt worden war und insgesamt annähernd 100.000 Kilometer zurückgelegt hatte. Bertone kürzte den Radstand um 350 mm auf 2,34 m; die Gesamtlänge des Spicup beträgt 4,15 m. Kurz vor seiner Fertigstellung wurde der Spicup mit einem 2,8 Liter großen, 170 PS leistenden Sechszylindermotor aus dem BMW 2800 ausgestattet, der durch seine Bauhöhe nicht unter die niedrig angesetzte Motorhaube passte. Gandini löste das Problem mit einer sogenannten Shaker Hood: Er ließ im Bereich des Motors eine Öffnung in die Haube schneiden und installierte über dem Motorblock eine feste, farblich abgesetzte Abdeckung, die die Motorhaube gleichsam durchbrach.

## Vorstellung
Der Spicup wurde Anfang März 1969 als fahrbereites Ausstellungsstück fertiggestellt. Kurz nach der Komplettierung erschien er erstmals auf dem Genfer Auto-Salon im März 1969. Hier wurde das Auto nicht bei BMW gezeigt, sondern auf Bertones Stand. Der Wagen war in hellem Grün lackiert, der Innenraum mit olivfarbenem und silbernem Kunstleder bezogen. Im Anschluss an die Ausstellung überließ Bertone den Spicup einigen Journalisten zu Probefahrten im Straßenverkehr. Die letzte öffentliche Präsentation des optisch und technisch unveränderten Autos erfolgte im September des gleichen Jahres auf der Internationalen Automobil-Ausstellung in Frankfurt am Main, danach wurde der Spicup verkauft.

## Verbleib
Nach dem Ende der IAA 1969 kaufte der Düsseldorfer Automobilhändler Auto Becker den Spicup. Nach einigen                    Zwischenverkäufen wurde er Anfang der 1970er-Jahre von niederländischen Händlern übernommen, die – angeblich durch Bestechung der Behörden – 1975 eine Straßenzulassung für den Spicup erhielten. Der Händler lackierte das Auto in oranger Farbe, der Innenraum wurde schwarz gefärbt. Mehrere Versuche, das Auto an BMW zu verkaufen, blieben erfolglos. Der niederländische Händler behielt das Auto bis 2008 als Teil einer Sammlung, setzte es aber nicht ein und zeigte es auch nicht öffentlich. 2008 wurde der Spicup zusammen mit einigen anderen Exponaten von einem belgischen Sammler übernommen, der das Auto bei der Mailänder Carrozzeria Grandturismo restaurieren ließ. Grantourismo versetzte den zwischenzeitlich vernachlässigten Wagen in seinen Originalzustand und zeigte ihn 2009 erstmals wieder öffentlich. 2011 stand der Spicup bei dem Londoner Auktionshaus Bonhams zum Verkauf.